# 앨런 J. 퍼쿨러
앨런 J. 퍼쿨러(영어: Alan J. Pakula 앨런 J. 퍼쿨라[*], 1928년 4월 7일 ~ 1998년 11월 19일)는 미국의 영화 감독, 영화 각본가, 프로듀서이다.

## 작품 목록
- 푸키 (1969)
- 콜걸 (1971)
- 사랑과 고통 (1973)
- 암살단 (1974)
- 모두가 대통령의 사람들 (1976)
- 컴스 호스맨 (1978)
- 사랑의 새출발 (1979)
- 화려한 음모 (1981)
- 소피의 선택 (1982)
- 드림 러버 (1986)
- 오펀스 (1987)
- 이별 없는 아침 (1989)
- 의혹 (1990)
- 네 이웃의 아내를 탐하지 마라 (1992)
- 펠리칸 브리프 (1993)
- 데블스 오운 (1997)